# تصنيف الرماية البارالمبية
تصنيف الرماية البارالمبية هو نظام التصنيف المستخدم في الألعاب البارالمبية لضمان المنافسة العادلة. يتم تنظيم تصنيف الرماية وفقًا للوائح اللجنة البارالمبية الدولية. بينما يوجد حاليًا ثلاثة تصنيفات، فقد كان هناك في الأصل خمسة تصنيفات في المسابقات الدولية. الأشخاص ذوو الإعاقات الجسدية، كما تحددها اللجنة البارالمبية الدولية، مؤهلون للمشاركة في المنافسات.

## التعريف
تصنيف الرماية في الألعاب البارالمبية هو المعيار الذي يُحدد بموجبه أهلية اللاعبين للمنافسة والفئة التي ينتمون إليها. يهدف هذا التصنيف إلى ضمان المنافسة العادلة بين المشاركين. يُسمح للرياضيين والرياضيات من ذوي الإعاقات الجسدية بالمشاركة في هذه المنافسات.
يوجد حاليًا ثلاثة تصنيفات للرماية البارالمبية، يعتمد نظامها على القدرة الوظيفية للرياضيين.

## الحوكمة
كانت رياضة الرماية البارالمبية في السابق خاضعة لإدارة اللجنة الدولية للرماية لذوي الإعاقة، أما الآن فهي تُدار من قبل لجنة الرماية التابعة للجنة البارالمبية الدولية.
وتحدد لجنة الرماية الدولية القواعد المنظمة للرياضة، بما في ذلك أنظمة التصنيف والإرشادات، وذلك ضمن وثيقتها الرسمية "قواعد ولوائح تصنيف الرماية الدولية – أيار 2012".
الاتحاد المسؤول عن هذه الرياضة في أستراليا هو اللجنة البارالمبية الأسترالية، وهي الجهة التي تمول برنامج الرماية البارالمبية في البلاد.

## التاريخ
في بداية انطلاق المسابقات الدولية، كانت هناك خمسة تصنيفات للرماية البارالمبية.
في عام 1983، قامت جمعية الشلل الدماغي الدولية للرياضة والترفيه بتصنيف الرماة المصابين بالشلل الدماغي،مستخدمةً نظام تصنيف كان مخصصًا أصلاً لألعاب القوى الميدانية. وفي ذلك العام، تم تحديد خمسة تصنيفات خاصة بالمتنافسين المصابين بالشلل الدماغي.
وقد سمح النظام للرياضيين من الفئة الثانية بالمنافسة في أحداث مشتركة تضم الفئتين الأولى والثانية، مع إمكانية استخدام أدوات مساعدة مثل الحبال ومساعدات الزناد وحوامل الدعم.
وُضِعت في عام 1983 معايير الأهلية للتصنيف، حيث عرّفت الشلل الدماغي على أنه اضطراب غير تقدمي في الدماغ يؤدي إلى ضعف حركي. وشمل التصنيف الأشخاص المصابين بالشلل الدماغي أو تلف الدماغ غير التدريجي، بالإضافة إلى ذوي الإعاقات المشابهة.
استثنى النظام الأشخاص المصابين بالسنسنة المشقوقة إلا إذا كان لديهم دليل طبي على ضعف حركي. بينما سمح بمشاركة المصابين بالشلل الدماغي المصحوب بالصرع شرط ألا تؤثر حالتهم على الأداء التنافسي. كما أتاح التصنيف للمصابين بالسكتات الدماغية بعد الحصول على موافقة طبية.
لم يشمل التصنيف حالات مثل التصلب المتعدد واعتلال العضلات واعتلال المفاصل، والتي كانت تخضع لتصنيف المنظمة الدولية للرياضة للمعاقين.
شهدت أوائل تسعينيات القرن العشرين تحولاً جذرياً في نظام التصنيف من النموذج الطبي إلى النظام الوظيفي القائم على الأداء. وبعد مشاكل التصنيف التي ظهرت في دورة برشلونة البارالمبية، أعلنت اللجنة البارالمبية الدولية عام 2003 عن خطة لتطوير نظام تصنيف جديد دخل حيز التنفيذ عام 2007.
وكلّفت اللجنة البارالمبية الدولية الاتحادات الرياضية بتطوير أنظمة تصنيف خاصة بها ضمن هذا الإطار، مع التأكيد على ضرورة اعتمادها على الأدلة العلمية والبحثية.
اعتبارًا من 2011, وُجدت ثلاث تصنيفات.

## الأهلية
يُسمح للرياضيين والرياضيات من ذوي الإعاقات الجسدية (وفقًا لتعريف اللجنة البارالمبية الدولية) بالمشاركة في المنافسات. تتضمن المسابقات فئاتٍ للرجال والنساء بالإضافة إلى الفئات المختلطة في تخصصات الكراسي المتحركة، والتي تشمل منافسات البندقية والمسدس.
ومن الجدير بالذكر أنه منذ عام 2012، أصبح الأشخاص ذوو الإعاقات البصرية مؤهلين أيضًا للمنافسة في هذه الرياضة.

## الفصول الدراسية
هناك فئتان في الرماية البارالمبية:
- SH1: باستخدام البندقية أو المسدس، يتمكن الرياضيون من دعم سلاحهم الناري دون مساعدة.[14]
- SH2: باستخدام البندقية فقط، يدعم الرياضيون سلاحهم الناري بمساعدة حامل الرماية.[14]

يُصنف الرياضيين بشكل فرعي على النحو التالي:
- الفئات الفرعية SH1 تُستخدم لتحديد الارتفاع المسموح به لمساند الظهر. إذا كان المتنافسون في وضع الوقوف، يجب دعمهم فقط بواسطة طرف اصطناعي أو تقويم عادي. يجب أن لا يحتوي الطرف الاصطناعي على مرفق ثابت أو يكون مرتبطًا بالبندقية.[14]

يُسمح باستخدام كراسي الرماية في مسابقات الرماية بالبندقية. يتنافس جميع المتسابقين المصنفين ضمن فئة SH1 في هذه الفئة، بغض النظر عن تصنيفهم الفرعي.
- SH1A: يُسمح للرياضيين بالتنافس جالسين أو واقفين. قوة الجذع ووظيفته طبيعية، ولا يُسمح باستخدام مسند الظهر.[14]
- SH1B: يتنافس الرياضيون جالسين. هناك ضعف شديد في الأطراف السفلية، ولكن الوظيفة في الحوض طبيعية. يُسمح باستخدام مسند ظهر منخفض.[14]
- SH1C: يتنافس الرياضيون جالسين. لا توجد وظيفة في الأطراف السفلية، أو هناك ضعف شديد في الأطراف السفلية مصحوبًا بضعف في الجذع. يُسمح باستخدام مسند ظهر مرتفع.[14]
- الفئات الفرعية SH2 تُستخدم لتحديد ارتفاع مساند الظهر المسموح به ومرونة الزنبرك. باستثناء حامل الرماية المعتمد من اللجنة البارالمبية الدولية، والذي يُستخدم إما على طاولة أو على حامل ثلاثي القوائم، لا يُسمح باستخدام أي أجهزة أخرى لدعم البندقية. يتنافس جميع المتسابقين المصنفين ضمن فئة SH2 في هذه الفئة، بغض النظر عن تصنيفهم الفرعي.

- SH2A. يتنافس الرياضيون جالسين أو واقفين. ضعف شديد في كلا الطرفين العلويين أو عدم وظيفة أحد الطرفين العلويين. قوة ووظيفة الجذع الطبيعية. لا يسمح بمسند الظهر.
- SH2B. يتنافس الرياضيون جالسين. ضعف شديد أو عدم وظيفة الأطراف السفلية. التحكم الطبيعي في الحوض. يُسمح بمسند ظهر منخفض.
- SH2C. يتنافس الرياضيون جالسين. ضعف شديد أو عدم وظيفة الأطراف السفلية. ضعف أو عدم وظيفة في الجذع. يُسمح بمسند ظهر مرتفع.

## العملية
لكي يتمكن الرياضي البارالمبي من المشاركة في الألعاب البارالمبية، يجب أن يحصل على تصنيف دولي من قبل لجنة التصنيف الدولية. تقوم اللجنة بتحديد الفئة المناسبة للرياضي وتقرر ما إذا كان يجوز له استخدام أي معدات مساعدة مثل حامل الرماية. يتجاوز تصنيفهم أي تصنيفات سابقة، بما في ذلك التصنيفات الوطنية. يتم تصنيف الرياضيين بناءً على نوع إعاقتهم ومستوى ضعفهم. تتضمن عملية التصنيف عادةً تقييمًا جسديًا للتحقق من الإعاقة وقياس مدى التقييد، بالإضافة إلى تقييم فني حيث يتم مراقبة الرياضي في نشاط غير تنافسي. بناءً على هذا التقييم، يُصنف الرياضي في واحدة من الفئات المحددة (انظر الفئات)، ولا يُسمح باستخدام هذا التقييم في الرياضات غير المتعلقة بالرماية. إذا تم اعتبار الرياضي غير مؤهل، سيُمنح تقييمًا في فئة الرياضة غير المؤهلة (NE). [1] كما هو الحال في الرياضات البارالمبية الأخرى، قد يحتاج الرياضيون إلى الخضوع لعملية التصنيف عدة مرات إذا كانت إعاقتهم من النوع التقدمي.
بالنسبة للرماة الأستراليين، يتم إدارة الرياضة والتصنيف بواسطة الاتحاد الرياضي الوطني بدعم من اللجنة البارالمبية الأسترالية. يوجد ثلاثة أنواع من التصنيف المتاحة للمتنافسين الأستراليين: مؤقت، وطني، ودولي. التصنيف المؤقت مخصص للمسابقات على مستوى النادي، بينما التصنيف الوطني يُستخدم للمسابقات على المستوى الوطني والمحلي، أما التصنيف الدولي فيخص المسابقات الدولية.

## في دورة الألعاب البارالمبية
ظهرت هذه الرياضة لأول مرة في برنامج الألعاب البارالمبية في دورة الألعاب البارالمبية الصيفية عام 1976. تم السماح للمتنافسين المصابين بالشلل الدماغي بالتنافس في الألعاب البارالمبية لأول مرة في دورة الألعاب البارالمبية الصيفية عام 1984. في دورة الألعاب البارالمبية الصيفية لعام 1992، كان من المسموح لهم المشاركة الأشخاص ذوي الإعاقة من مبتوري الأطراف وذوي احتياجات الكراسي المتحركة، حيث كان التصنيف يتم من خلال اللجنة البارالمبية الدولية بناءً على نوع الإعاقة الوظيفية. في دورة الألعاب البارالمبية الصيفية لعام 1996، تم تصنيف هذه الرياضة بناءً على موقع الحدث، حيث كان من الضروري مراقبة المتسابق أثناء مشاركته في الرياضة لتقييم تصنيفه. في دورة الألعاب البارالمبية الصيفية لعام 2000، تم إجراء 7 تقييمات في الألعاب، مما أدى إلى عدم إجراء أي تغييرات في الفئة بعد الطعن في تصنيف PPS من قبل أحد المصنفين، الذي تم تأييده. في دورة الألعاب البارالمبية الصيفية 2012، تنافس 100 رياضي و40 رياضية من جميع أنحاء العالم في الرماية.
أُقيمت مسابقة الرماية البارالمبية لعام 2012 في ثكنات المدفعية الملكية من 30 آب إلى 5 أيلول، حيث تم تنظيم 9 أحداث ميداليات في فئتي الوقوف والجلوس. كان يُسمح لكل دولة بمشاركة عدد أقصى من خمسة رياضيين في فئة الرماية، بينما كان يُسمح بمشاركة ثلاثة رياضيين كحد أقصى من كل دولة في حدث واحد.
في دورة الألعاب البارالمبية الصيفية 2016 في ريو، تبنت اللجنة البارالمبية الدولية سياسة تصنيف صفر، التي تم تطبيقها في عام 2014. كانت هذه السياسة تهدف إلى تجنب التغييرات المفاجئة في الفصول الدراسية التي قد تؤثر سلبًا على استعدادات الرياضيين التدريبية. كان يُطلب من جميع المتسابقين أن يكون لديهم تصنيف دولي مع تأكيد حالته قبل الألعاب، مع وجود استثناءات تُعالج على أساس كل حالة على حدة. في حالة الحاجة إلى تصنيف أو إعادة تصنيف خلال الألعاب، على الرغم من بذل كافة الجهود، تم تحديد تصنيف الرماية في 6 أيلول في مركز الرماية الأولمبي.

## الرياضيين البارزين
في سن السبعين، كانت ليبي كوزمالا، لاعبة الرماية البارالمبية من الفئة SH1 والحائزة على تسع ميداليات ذهبية، أكبر المتسابقين سنًا من أستراليا في أولمبياد لندن 2012. أما هارشيت تيواري، لاعب الرماية البارالمبي من الفئة SH2 وحامل الرقم القياسي الآسيوي، فكان المنافس البارز للهند في البطولة البارالمبية 2019.

## المستقبل
في المستقبل، تسعى الهيئة الرئيسية لتصنيف الرياضات الخاصة، اللجنة البارالمبية الدولية، إلى تحسين نظام التصنيف ليصبح قائمًا على الأدلة بدلاً من الأداء. يهدف هذا التغيير إلى عدم معاقبة الرياضيين النخبة الذين يظهرون في فئة أعلى بسبب أدائهم، مما قد يضعهم في منافسة مع الرياضيين الذين يتدربون بشكل أقل.